# توزیع دیجیتال
توزیع دیجیتال (به انگلیسی: Digital distribution)، که به عنوان تحویل محتوا، توزیع آنلاین یا توزیع نرم‌افزار الکترونیکی نیز شناخته می‌شود، به معنای تحویل یا توزیع محتوای رسانه دیجیتال مانند صدا، ویدئو، کتاب‌های الکترونیکی، بازی‌های ویدیویی و سایر نرم‌افزارها است.
این اصطلاح عموماً برای توصیف توزیع از طریق یک رسانه تحویل آنلاین، مانند اینترنت، استفاده می‌شود و به این ترتیب روش‌های توزیع فیزیکی مانند کاغذ، دیسک‌های نوری و کاست‌های وی‌اچ‌اس را دور می‌زند. اصطلاح توزیع آنلاین معمولاً برای محصولات مستقل به کار می‌رود. افزودنی‌های قابل بارگیری برای سایر محصولات بیشتر به عنوان محتوای قابل بارگیری شناخته می‌شوند. با پیشرفت قابلیت‌های پهنای باند شبکه، توزیع آنلاین در قرن بیست و یکم برجسته شد و پلتفرم‌های برجسته‌ای مانند آمازون ویدئو و سرویس استریم نتفلیکس در سال ۲۰۰۷ شروع به کار کردند.
محتوای توزیع شده به صورت آنلاین ممکن است پخش یا بارگیری شود و اغلب شامل کتاب‌ها، فیلم‌ها و برنامه‌های تلویزیونی، موسیقی، نرم‌افزار و بازی‌های ویدیویی است. پخش شامل بارگیری و استفاده از محتوا به درخواست کاربر یا «در صورت تقاضا» است، نه اینکه به کاربر اجازه دهد آن را به‌طور دائم ذخیره کند. در مقابل، بارگیری (دانلود) کامل محتوا در یک دیسک سخت یا سایر اشکال رسانه ذخیره‌سازی ممکن است امکان دسترسی آفلاین را در آینده فراهم کند.
شبکه‌های تخصصی که به عنوان شبکه‌های تحویل محتوا شناخته می‌شوند، با تضمین در دسترس بودن بالا و عملکرد بالا، به توزیع محتوا از طریق اینترنت کمک می‌کنند. فناوری‌های جایگزین برای تحویل محتوا شامل فناوری‌های هم‌رسانی فایل همتا به همتا است. از طرف دیگر، پلتفرم‌های تحویل محتوا، محتوا را از راه دور ایجاد و سندیکا می‌کنند و مانند سامانه‌های مدیریت محتوای میزبانی شده عمل می‌کنند.
غیر مرتبط با موارد فوق، اصطلاح «توزیع دیجیتال» در توزیع فیلم نیز برای توصیف توزیع محتوا از طریق رسانه‌های دیجیتال فیزیکی، در مقابل توزیع توسط رسانه‌های آنالوگ مانند فیلم عکاسی و نوار مغناطیسی استفاده می‌شود.

## تأثیر بر کسب‌وکار سنتی
ظهور توزیع آنلاین، مدل‌های کسب‌وکار سنتی را به چالش کشیده و منجر به فرصت‌ها و چالش‌های جدیدی برای خرده‌فروشان و ناشران سنتی شده است. توزیع آنلاین بر تمام بازارهای رسانه‌ای سنتی، از جمله موسیقی، مطبوعات و پخش، تأثیر می‌گذارد. برای مثال، در بریتانیا، iPlayer (نرم‌افزاری برای پخش تلویزیونی و رادیویی) ۵ درصد از کل پهنای باند مورد استفاده در این کشور را به خود اختصاص داده است.

## موسیقی
گرایش به توزیع آنلاین منجر به کاهش فروش در دهه ۲۰۰۰ شد. فروش سی‌دی در این زمان تقریباً به نصف کاهش یافت. یک نمونه از تأثیر توزیع آنلاین بر خرده‌فروشان، شرکت موسیقی کانادایی Sam the Record Man است که مجبور به تعطیلی تعدادی از فروشگاه‌های سنتی خود در سال‌های ۲۰۰۷–۲۰۰۸ شد. دلیل اصلی این کاهش فروش، دسترسی آسان به دانلودهای غیرمجاز موسیقی بود. با تأثیر نقض حق نسخه برداری بر فروش، صنعت موسیقی متوجه شد که برای همگامی با فناوری‌های در حال تغییر، باید مدل کسب‌وکار خود را تغییر دهد.
گام برداشته شده برای انتقال صنعت موسیقی به فضای آنلاین به چند دلیل موفقیت‌آمیز بوده است. توسعه فرمت‌های فایل فشرده‌سازی صوتی مانند MP3 باعث شد که حجم یک آهنگ معمولی ۳ دقیقه‌ای از ۳۰ مگابایت به ۳ مگابایت کاهش یابد، بدون اینکه افت کیفیت جدی داشته باشد. فایل‌های FLAC بدون اتلاف، می‌توانند تا شش برابر بزرگتر از یک MP3 باشند، در حالی که همان آهنگ ممکن است به ۳۰–۴۰ مگابایت فضای ذخیره‌سازی روی سی‌دی نیاز داشته باشد. اندازه فایل کوچکتر، سرعت انتقال اینترنت را بسیار بیشتر می‌کند.
گذار به فضای آنلاین، فروش و سود برخی از هنرمندان را افزایش داده است. همچنین باعث کاهش هزینه‌هایی مانند هزینه‌های هماهنگی و توزیع شده و امکان توزیع مجدد سود کل را فراهم کرده است. این کاهش هزینه‌ها به هنرمندان جدید کمک کرده است تا وارد صحنه شوند و شناخته شوند. در گذشته، برخی از هنرمندان نوظهور برای یافتن راهی برای بازاریابی خود و رقابت در کانال‌های مختلف توزیع، با مشکل مواجه بودند. اینترنت ممکن است به هنرمندان کنترل بیشتری بر موسیقی‌شان از نظر مالکیت، حقوق، فرایند خلاقیت، قیمت‌گذاری و موارد دیگر بدهد. فروشگاه‌های برخط (آنلاین) علاوه بر اینکه دسترسی آسان‌تری به محتوا را برای کاربران جهانی فراهم می‌کنند، به کاربران این امکان را می‌دهند که به جای خرید یک آلبوم کامل که ممکن است فقط یک یا دو قطعه مورد علاقه‌شان باشد، آهنگ‌های مورد نظر خود را انتخاب کنند.
تعداد آهنگ‌های بارگیری‌شده از ۱۶۰ میلیون در سال ۲۰۰۴ به ۷۹۵ میلیون در سال ۲۰۰۶ افزایش یافت که باعث افزایش درآمد از ۳۹۷ میلیون دلار به ۲ میلیارد دلار شد. دانلود در ایالات متحده در سال ۲۰۱۲ به اوج خود رسید و پس از آن به دلیل ظهور سرویس‌های پخش موسیقی شروع به کاهش کرد. در سال ۲۰۱۷، فرمت‌های فیزیکی برای اولین بار در شش سال گذشته دوباره از دانلود پیشی گرفتند، اما با وجود احیای صفحات وینیل و حفظ جایگاه سی‌دی‌ها، فرمت‌های فیزیکی تنها ۱۱ درصد از درآمد را تا سال ۲۰۲۳ تشکیل می‌دهند، در حالی که سرویس‌های پخش با ۸۴ درصد از صنعت ایالات متحده غالب هستند.

## ویدیوها
بسیاری از برنامه‌های تلویزیونی شبکه‌ای سنتی، فیلم‌ها و سایر محتواهای ویدیویی اکنون به صورت آنلاین در دسترس هستند، یا مستقیماً از صاحب محتوا یا از طریق سرویس‌های شخص ثالث. سرویس‌های ویدیویی مبتنی بر اینترنت مانند یوتیوب، نتفلیکس، هولو، Vudu، آمازون پرایم ویدیو، DirecTV, SlingTV و غیره به صاحبان محتوا این امکان را می‌دهند که کاربران به محتوای خود بر روی رایانه، تلفن هوشمند، تبلت یا با استفاده از دستگاه‌هایی مانند کنسول‌های بازی ویدیویی، ست تاپ باکس‌ها یا تلویزیون‌های هوشمند دسترسی داشته باشند.
بسیاری از توزیع‌کنندگان فیلم همچنین یک نسخه دیجیتال (Digital Copy) یا Digital HD را با دیسک Blu-ray, Ultra HD Blu-ray، 3D Blu-ray یا DVD ارائه می‌دهند.

## کتاب‌ها
شرکت‌های زیادی برای همگام شدن با فناوری جدید مجبور به سرمایه‌گذاری کلان شدند. کتاب‌های دیجیتال به کاربران این امکان را می‌دهند که کتاب‌هایشان را روی دستگاه‌های الکترونیکی مطالعه کنند. مزیت این کتابخوان‌های الکترونیک این است که به کاربران امکان دسترسی به محتوای اضافی را از طریق لینک‌های متنی می‌دهند و همچنین قابل حمل هستند و می‌توانند چندین کتاب را در خود جای دهند. شرکت‌هایی که توانستند خود را با بازار رسانه‌های دیجیتال وفق دهند، شاهد افزایش فروش بودند. به عنوان مثال، معاون گروه کتاب‌های Perseus اعلام کرد که پس از تغییر به کتاب‌های الکترونیکی، فروش آنها ۶۸ درصد افزایش یافته است.
Tor Books، ناشر بزرگ کتاب‌های علمی تخیلی و فانتزی، از ژوئیه ۲۰۱۲ شروع به فروش کتاب‌های الکترونیکی بدون DRM (مدیریت حقوق دیجیتال) کرد. یک سال بعد، این ناشر اعلام کرد که این مدل را حفظ خواهد کرد، زیرا حذف DRM به کسب‌وکار توزیع کتاب‌های الکترونیکی دیجیتال آنها آسیب نمی‌رساند. ناشران کتاب الکترونیکی کوچکتر مانند O'Reilly Media, Carina Press و Baen Books قبلاً DRM را کنار گذاشته بودند.

## بازی‌های ویدیویی
توزیع آنلاین در حال تغییر ساختار صنعت بازی‌های ویدیویی است. Gabe Newell، خالق سرویس توزیع دیجیتال Steam، مزایای آن را نسبت به توزیع فیزیکی چنین فرموله کرد:
«بدترین روزها [برای توسعه بازی] روزهای کارتریج برای NES بود. این یک خطر بزرگ بود - شما تمام این پول را در سیلیکون در انباری در جایی بسته بودید، و بنابراین در تصمیماتی که احساس می‌کردید می‌توانید بگیرید، محافظه‌کار می‌بودید، در مالکیت معنوی که امضا کردید بسیار محافظه‌کار بودید، جهت هنری شما تغییر نمی‌کرد و غیره. اکنون این نقطه مقابل است: ما می‌توانیم چیزی را در Steam قرار دهیم، آن را به مردم در سراسر جهان تحویل دهیم، تغییراتی ایجاد کنیم. ما می‌توانیم ریسک‌های جالب‌تری را بپذیریم. خرده‌فروشی نمی‌داند چگونه با این بازی‌ها برخورد کند. در Steam [یک توزیع‌کننده دیجیتال] هیچ محدودیت قفسه‌ای وجود ندارد.»
از دهه ۲۰۰۰، تعداد فزاینده‌ای از عناوین کوچک‌تر و خاص در دسترس و از نظر تجاری موفق بوده‌اند، به عنوان مثال بازسازی بازی‌های کلاسیک. امکان جدید توزیع دیجیتال، ایجاد عناوین بازی توسط تولیدکنندگان بازی‌های ویدیویی بسیار کوچک مانند توسعه‌دهنده بازی مستقل و Modders (به عنوان مثال Garry's Mod) را نیز تحریک کرد که قبلاً از نظر تجاری امکان‌پذیر نبود.
سال‌های پس از ۲۰۰۴ شاهد ظهور بسیاری از سرویس‌های توزیع دیجیتال روی رایانه‌های شخصی بود، مانند Amazon Services, Desura, GameStop, Games for Windows - Live, Impulse, Steam, Origin, Battle.net, Direct2Drive, GOG.com, Epic Games Store و GamersGate. ویژگی‌های ارائه شده به‌طور قابل توجهی متفاوت است: در حالی که اکثر این توزیع‌کنندگان دیجیتال اجازه فروش مجدد بازی‌های خریداری شده را نمی‌دهند، Green Man Gaming این اجازه را می‌دهد. مثال دیگر gog.com است که سیاست سختگیرانه عدم DRM دارد در حالی که اکثر سرویس‌های دیگر اجازه اشکال مختلف (سختگیرانه یا کمتر سختگیرانه) DRM را می‌دهند.
توزیع دیجیتال همچنین نسبت به فیزیکی سازگارتر با محیط زیست است. دیسک‌های نوری از پلاستیک پلی کربنات و آلومینیوم ساخته می‌شوند. ایجاد ۳۰ عدد از آنها نیاز به استفاده از ۳۰۰ فوت مکعب گاز طبیعی، دو فنجان روغن و ۲۴ گالن آب دارد. قاب‌های محافظ برای لوح نوری از پلی‌وینیل کلراید (PVC)، یک ماده سرطان‌زای شناخته شده ساخته شده است.

## چالش‌ها
یک مسئله کلی، تعداد زیادی از فرمت‌های داده ناسازگار است که محتوا در آنها ارائه می‌شود، که ممکن است دستگاه‌هایی را که می‌توانند مورد استفاده قرار گیرند محدود کند یا تبدیل داده را ضروری کند. سرویس‌های پخش می‌توانند چندین اشکال داشته باشند: نیاز به اتصال مداوم به اینترنت برای استفاده از محتوا. محدودیت برخی از محتواها برای اینکه هرگز به صورت محلی ذخیره نشوند. محدودیت انتقال محتوا به رسانه‌های فیزیکی؛ و امکان سانسور بیشتر به صلاحدید صاحبان محتوا، زیرساخت و دستگاه‌های مصرف‌کننده.
دهه‌ها پس از راه‌اندازی شبکه جهانی وب، در سال ۲۰۱۹، کسب‌وکارها هنوز در حال انطباق با دنیای در حال تکامل توزیع محتوا به صورت دیجیتال بودند - حتی در مورد تعریف و درک اصطلاحات اولیه.